# Mystery House
Mystery House és un joc d'aventura per l'Apple II llançat el 1980 per Roberta i Ken Williams. El joc és considerat com un dels primeres jocs d'aventura a presentar gràfics per ordinador i va ser el primer joc produït per On-Line Systems, l'empresa que es convertiria en Sierra On-Line. A causa del seu ús de gràfics, el 2007, GamePro va anomenar Mystery House com el 51è joc més important de tots els temps.

## Argument
El jugador ha de fer de detectiu que arriba fins a una casa misteriosa, amb la intenció de trobar-hi unes valuoses joies. En el saló hi ha una multitud de personatges, però que no triguen a desaparèixer. En explorar la mansió, a poc a poc es comença a trobar els cadàvers de totes aquestes persones. La missió principal és, entre tots els personatges, trobar a l'assassí abans que el jugador es converteixi en propera víctima.

## Desenvolupament
A finals dels setanta, Ken Williams va intentar establir una companyia de programari per l'Apple II, que en aquest moment dominava el mercat informàtic. Un dia, va portar un terminal de teletip a casa seva per treballar en el desenvolupament d'un programa de comptabilitat. Buscant a través d'un catàleg, va trobar un programa anomenat Colossal Cave Adventure. Juntament amb la seva esposa Roberta, hi van jugar fins que el van acabar. La trobada amb aquest títol tindria una influència vital.
Després d'acabar Colossal Cave Adventure, van començar a buscar alguna cosa similar, però el que van trobar va ser un mercat sense desenvolupar. Roberta es va asseure davant de la taula de la cuina i va començar a anotar les seves idees. A ella li va agradar el concepte d'aventura basada en text, però va pensar que els jugadors trobarien més gratificant l'experiència amb imatges, i amb això, va començar a pensar en el seu propi títol. Tres setmanes després, ho va presentar a Ken el script d'un videojoc anomenat Mystery House (la Casa del Misteri), la idea que havia estat desenvolupant durant els dies anteriors, mentre cuidava als nens (D.J. tenia set anys llavors i Chris tenia solament un any d'edat) i feia les altres tasques domèstiques.
El joc giraria al voltant d'un misteri d'assassinat, on el jugador estaria atrapat a la nit en una casa antiga juntament amb altres set persones, un dels quals seria un assassí. La casa també contindria un tresor ocult que el jugador hauria de trobar, inspirant-se en la famosa novel·la d'Agatha Christie Deu negrets i el joc de taula de sospites.) Al principi, Ken no estava molt emocionat amb la idea, però a poc a poc Roberta li va cridar la seva atenció, especialment quan li va dir que volia que el joc tingués imatges en comptes de només text.
Roberta va convèncer a Ken perquè li ajudés a desenvolupar el joc a les tardes després del treball. Ken va calcular una manera de fer cabre la quantitat de gràfics que ella desitjava en la molt limitada memòria del seu ordinador Apple II, i va crear les eines necessàries per dibuixar-los, doncs encara no hi havia programes de dibuix disponibles al mercat. Ells van comprar una tauleta digitalitzadora amb un braç mecànic que podia transferir un dibuix en el paper a una imatge informàtica. Ken també va programar el codi necessari per al joc. Roberta va treballar en el text i els gràfics i va dir a Ken com ajuntar-lo tot per fer el joc que ella desitjava, i ella mateixa va fer el test de qualitat. El disseny de la caixa va ser realitzat per la mare de Roberta, Nova, que era una bona pintora a l'oli.
Ken va passar algunes nits desenvolupant el joc en el seu Apple II utilitzant 70 dibuixos en dues dimensions realitzats per Roberta. Ells hi van treballar durant tres mesos, i el 5 de maig de 1980, Mystery House finalment estava llest per ser venut. Van col·locar un petit anunci a Micro Magazine, van fer les còpies del joc ells mateixos i les van empaquetar en petites carpetes quadrades, segellades dins de borses Ziploc contenint un disquet de 5¼ polzades i una fotocòpia descrivint al joc. Després, els jocs van ser distribuïts, per Ken i Roberta en persona, als únics quatre magatzems de programari disponibles en aquest de llavors en el Comtat de Los Angeles. Costava $24,95 i va ser distribuït sota el nom de l'empresa de Ken, On-line systems.

## Rebuda i llegat

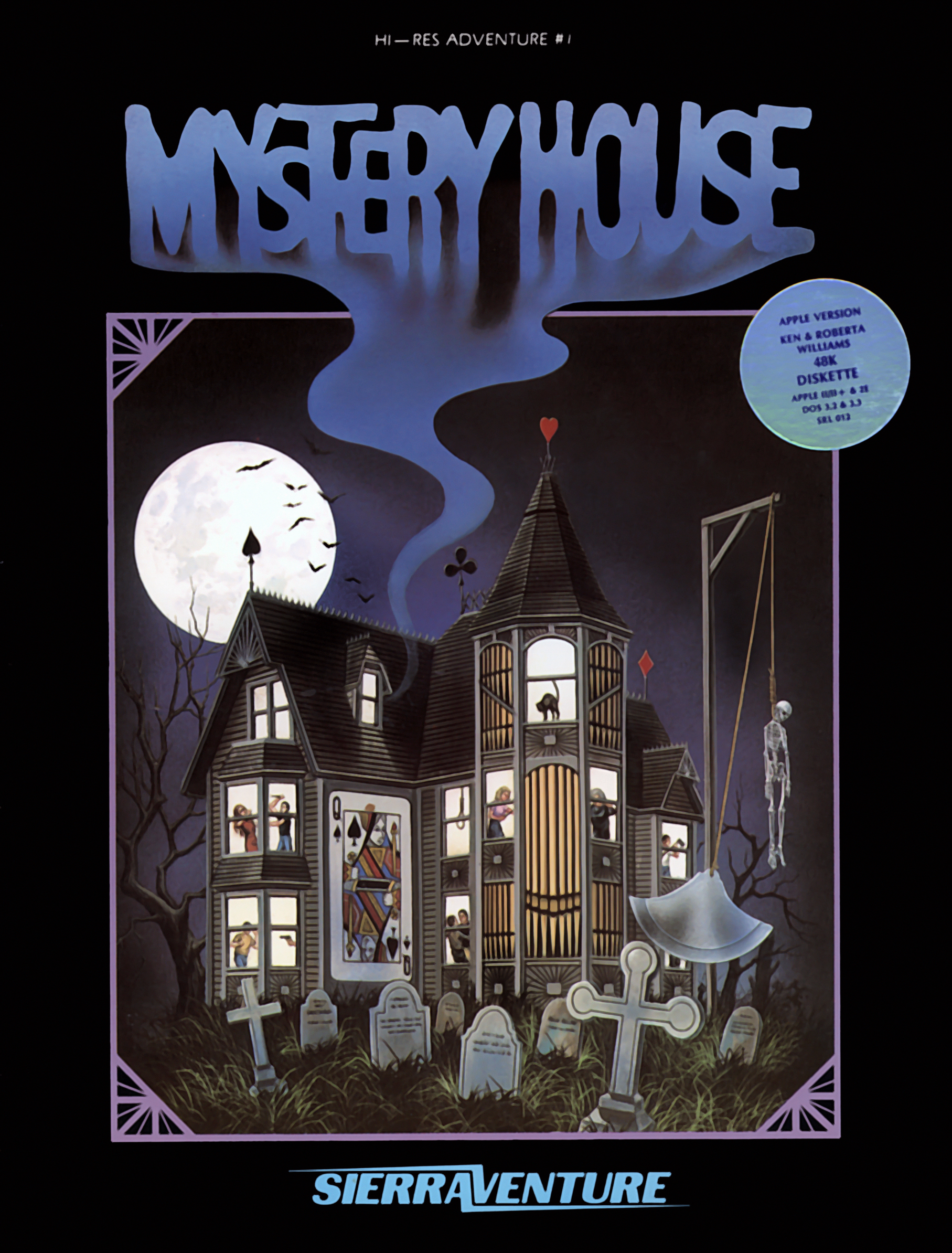
Coberta

Per a la seva gran sorpresa, Mystery House va tenir un enorme èxit, arribant a ser un best-seller en el seu primer lliurament. Finalment, va arribar a vendre més de 10.000 còpies, la qual cosa era una gran quantitat per a l'època.
Encara que Ken creia que el mercat per als videojocs tindria menor creixement que el de programari professional, ell es va concentrar en els videojocs, i On-line Systems acabaria convertint-se en Sierra On-line.
Incloent el seu llançament de 1982 a través de la línia SierraVenture, el joc va vendre 80.000 unitats a tot el món, sent un dels jocs d'ordinador més venuts de l'època.
Computer Gaming World el 1996 el va classificar quart a la llista de la revista dels jocs d'ordinador més innovadors. GamePro va nomenar Mystery House el 51è joc més important de tots els temps del 2007, per introduir un component visual als jocs d'aventura i per oferir gràfics en una època en què la majoria dels jocs d'ordinador no ho eren. Tot i que el joc es considera sovint el primer joc d'aventura en utilitzar gràfics, els videojocs de rol de masmorres ja havien estat utilitzant gràfics abans del seu llançament. Tanmateix, aplicar gràfics a un joc d'aventures no tenia precedents, ja que els jocs d'aventura amb història eren completament basats en text.
L'èxit de Mystery House va portar a Williams a crear la marca Hi-Res Adventures, i catalogar el joc com a Hi-Res Adventure #1. Després de l'èxit posterior del seu pròxim joc, Wizard and the Princess, els dos es van concentrar en el desenvolupament del joc a temps complet, i On-Line Systems es va incorporar el 1980 com a Sierra On-Line. El joc va ser llançat més tard com a domini públic el 1987 com a part de la celebració del setè aniversari de Sierra.
Al Japó, es van llançar diversos jocs d'aventures sota el títol Mystery House. Al 1982, MicroCabin va llançar un Mystery House, que no estava relacionat amb (però va inspirar-s'hi) amb el joc del mateix nom de On-Line Systems. L'any següent, la companyia japonesa Starcraft va llançar un remake millorat del Mystery House de On-Line Systems amb una obra artística més realista i representació de sang, per a NEC PC-6001 i PC-8801, mentre que Mystery House II per a MSX es va publicar com a seqüela del Mystery House de MicroCabin. Les versió japonesa de Mystery House va vendre 50.000 unitats, incloent 30.000 còpies de la versió per a MSX i 20.000 còpies pels ordinadors PC-6001, PC-8001, PC-8801, PC-9801, FM-7 i X1.
Mystery House va ser satiritzat en el joc d'aventures de 1982 Prisoner 2. Un lloc del joc era una casa fantasmal, de la qual cosa li va dir al jugador, "Ha matat en Ken!"—que és en Ken Williams—i ha de procurar l'absolució per assassinat. Els elements del joc es van reintroduir més tard al joc de Sierra On-Line The Colonel's Bequest el 1989.